# Wolf-Dietrich Wilcke
Wolf-Dietrich Wilcke (né le 11 mars 1913 et mort le 23 mars 1944) est un pilote de chasse allemand qui combattit durant la Seconde Guerre mondiale. Vétéran de la guerre d'Espagne, c'est un des plus grands as et chef de la Luftwaffe.

## Débuts
Wolf-Dietrich Wilcke s'engage dans la Wehrmacht en 1934 et sert d'abord dans un régiment de cavalerie. En 1935, Wilcke rejoint la nouvelle Luftwaffe. Il complète sa formation à la JG 132 et devient instructeur à l'automne 1937. Début 1939, l'Oberleutnant Wilcke est versé dans la Légion Condor alors que la guerre d'Espagne touche à sa fin. Son séjour y sera donc de courte durée, et le pilote n'obtiendra aucune victoire lors de ce conflit.

## Seconde Guerre mondiale
De retour en Allemagne, il est muté au III./JG 53 du Kommandeur Werner Mölders et prend le 18 septembre 1939 la tête de la 7./JG 53, remportant le 7 novembre sa première victoire aérienne. Il en possède 3 quand le 18 mai 1940 en pleine bataille de France, Wilcke est séparé de sa formation, descendu et capturé, tout comme le sera Mölders près d'un mois plus tard.
Bientôt libéré après l'armistice de juin, Wilcke retourne à la JG 53 pour prendre part à la bataille d'Angleterre avant d'être nommé Kommandeur du III./JG 53 le 13 août. Le jour d'avant, Wilcke venait d'être retrouvé en pleine nuit par un hydravion de secours après avoir été contraint de s'éjecter à la suite d'une panne de moteur. Il termine l'année avec 13 succès à son palmarès sans d'autres casses. Les combats contre la RAF ne s'arrêtent pas en 1941, où la JG 53 est toujours en première ligne, néanmoins Wilcke n'engendre aucun succès supplémentaire.

## La Russie
La quasi-totalité de l'escadre est bientôt transférée sur le front Est pour prendre part à l'opération Barbarossa. Face à un adversaire mal organisé, mal instruit et volant sur des avions dépassés, Wilcke remporte le premier jour de l'invasion 5 victoires en trois sorties. Il sera le seul ce jour-là (avec un pilote soviétique) à réaliser un quintuplé. Trois jours plus tard, son Bf 109F-2 est victime d'un grave accident au décollage mais le Hauptmann Wilcke s'en sort chanceux. Il reçoit la croix de chevalier le 6 août 1941 avec un palmarès s'établissant à 25. Jusqu'à la fin du mois de septembre, l'as revendique 20 avions russes.

## De la Méditerranée à Stalingrad
En décembre et après 33 victoire au compteur, le Kommandeur du III./JG 53 revient en Allemagne pour déménager ensuite vers la Sicile. Opérant au-dessus de Malte, il ajoute cinq chasseurs britanniques à son palmarès. Début mai 1942, le III./JG 53 est transféré en Afrique du Nord mais Wilcke quitte le groupe le 18 mai et arrive au Stab de la JG 3 opérant sur le front Est. Dès lors, les victoires vont pulluler dans le ciel de Stalingrad. Après 5 succès supplémentaires à la fin du mois de juin, ce sont 32 appareils qui tombent sous ses coups, plus 21 autres le mois suivant. Dans l'intervalle le 12 août, le Major Wilcke est nommé Kommodore de l'escadre par son prédécesseur Günther Lützow. Le 6 septembre, l'as remporte sa 100e victoire ce qui lui vaut les feuilles de chêne deux jours plus tard.
Wilcke semble invulnérable dans les airs. Il ajoute encore 32 victoires à son palmarès en septembre, et après une brève pause en octobre, Wilcke revient sur le front de Stalingrad. L'essentiel des missions de la JG 3 est alors l'escorte des avions de transport qui essaient tant bien que mal de ravitailler les forces allemandes au sol. C'est lors d'une de ces missions, le 17 décembre que le Kommodore Wilcke devient le 4e pilote de l'histoire à atteindre les 150 victoires (après Gordon Gollob, Hermann Graf et Hans-Joachim Marseille). Pareil score lui vaut les glaives le 23 décembre mais son escadre est obligée d'opérer en retraite devant l'avance des Soviétiques. Wilcke remporte une dernière victoire au 1er janvier 1943 mais soucieux de préserver sa vie, l'état-major lui intime l'ordre de ne plus voler. C'est donc depuis le sol que le Major Wilcke commande la JG 3 dans les derniers jours de cette terrible bataille. Le 1er février, il est promu Oberstleutnant. Il conduit ensuite l'unité pendant la résistance dans la tête de pont du Kouban, puis lors de l'opération Citadelle en juillet 1943.

## Retour à l'Ouest
Début août, la JG 3 quitte le front Est pour défendre le ciel européen occidental des attaques incessantes des quadrimoteurs américains et leurs escortes musclées. L'escadre compte alors de nombreux as confirmés (Kurt Brändle, Wilhelm Lemke (en), Emil Bitsh, Werner Lucas (en), Hans Schleef (en), Leopold Münster (en), Ebehard von Boremski) qui, pour certains ont accumulé comme Wilcke plus de 100 victoires. Mais si bon nombre de ces pilotes ont connu un certain succès en Russie, ils seront nombreux à tomber dans les premiers mois de combats face aux appareils de l'USAF et la RAF.
Peu enclin à voir ses jeunes pilotes se battre pendant que lui est cloué au sol, l'Oberst Wilcke ignore les ordres et reprend le chemin des airs dès 1944. Ainsi le 10 février, il descend un P-38 bimoteur et met hors de combat un B-24 quatorze jours plus tard. Il récidive le 4 mars en abattant deux quadrimoteurs B-17 avant d'être, deux jours plus tard, contraint à un atterrissage d'urgence. Wilcke s'en sort une fois de plus indemne. Le 23 mars 1944, lors d'un nouveau raid de quadrimoteurs américains, l'as revendique un nouveau B-17 avant de se défaire d'un P-51 Mustang dans la foulée. C'est sa 162e victoire mais cette fois–ci la chance l'abandonne. Pris lui-même à partie par d'autres P-51, Wilcke est à son tour abattu et tué au combat.
L’Oberst Wolf-Dietrich Wilcke rejoint ainsi bon nombre de ses compagnons de la JG 3 tombés pour la défense du Reich. Plus que ça, la Luftwaffe perd un de ses meilleurs pilotes et leader incontesté. L'as allemand meurt à 31 ans après avoir effectué 732 missions sur tous les fronts et depuis la fin de la guerre d'Espagne. Son palmarès final s'élève à 137 appareils détruits sur le front Est et 25 sur le front Ouest, dont 4 quadrimoteurs.